# Sóc bay Sumatra
Sóc bay Sumatra, tên khoa học Hylopetes winstoni, là một loài động vật có vú trong họ Sóc, bộ Gặm nhấm. Loài này được Sody mô tả năm 1949.